# Udalbiltza
Udalbiltza (acrónimo de Euskal Herriko Udal eta Udal Hautetsien Biltzarra, Asamblea de Municipios y Electos Municipales de Euskal Herria, en euskera) es un consorcio público que fue creado por los partidos nacionalistas vascos firmantes del pacto de Estella en 1999, agrupando a cargos electos municipales de las siete provincias vascas que conforman Euskal Herria (Álava, Vizcaya, Guipúzcoa, Navarra, Labort, Baja Navarra y Sola) con el objetivo de promover la colaboración institucional entre sus ayuntamientos.
Tras un largo proceso, se reestructuró el 2 de marzo de 2013 bajo la presidencia de Mertxe Aizpurua, entonces alcaldesa de Usúrbil. Entre 2016 y 2019 fue presidente Luis Intxauspe (alcalde de Hernani) y en 2019 tomó el relevo Jabi Asurmendi (alcalde de Aracaldo).

## Principios y objetivos de Udalbiltza
1. Proclamar que Euskal Herria es una nación.
2. Contribuir a la construcción de la estructuración política de Euskal Herria, siendo testigo de la territorialidad y con el fin de unir en el marco común a los representantes municipales de los siete territorios vascos.
3. Impulsar la construcción nacional de Euskal Herria como proceso dinámico y democrático, basado en la libre decisión y participación de toda la ciudadanía vasca.
4. Contribuir a la construcción de relaciones entre los municipios de todos los territorios vascos en los ámbitos de la lengua, la cultura, el deporte, el medio ambiente, la organización territorial, el desarrollo económico y el bienestar, y en otros ámbitos, propiciando acciones conjuntas de los representantes municipales.
5. Declarar internacionalmente que Euskal Herria es una nación propia y diferenciada, así como que Euskal Herria desea actuar como nación en la futura estructuración e instituciones europeas.

## Funcionamiento de Udalbiltza
Udalbiltza es una institución nacional vasca de naturaleza jurídico-pública. Constituida como consorcio, pueden adherirse al mismo aquellos municipios y asociaciones privadas sin ánimo de lucro que así lo decidan y sigan el procedimiento establecido. Tiene la mira puesta en la soberanía de Euskal Herria y se marca como principales objetivos el desarrollo de nuestro país y el fortalecimiento de su cohesión interna. Para ello, fomenta el conocimiento mutuo de los municipios de los tres territorios administrativos vascos y su colaboración institucional, así como la cooperación con agentes que trabajan activamente en distintos ámbitos de la sociedad vasca.
La organización, funciones, representaciones y procedimientos de elección de los órganos internos de Udalbiltza están descritos en sus estatutos.
1. Consejo general: órgano de participación y decisión de entidades y ciudadanos/as en el que están representados todos los organismos pertenecientes al consorcio. Se reúne dos veces al año (enero y junio).
2. Comité ejecutivo: Órgano colegiado que gobierna, gestiona y administra el consorcio. Formado por presidente/a, vicepresidente/a, secretario/a y representantes de las entidades públicas y privadas que constituyen el consorcio.
3. Presidente/a: cargo ejecutivo del consorcio que representa a la institución legalmente y que convoca y preside el Consejo General y el Comité Ejecutivo. Se renueva cada cuatro años.
4. Secretaría general: órgano técnico encargado de las labores de secretaría del consejo general y comité ejecutivo. Formado por secretario/a, director/a, administrativo/a, responsable de comunicación y técnicos/as territoriales.
5. Comités técnicos: se encargan de elaborar y diseñar las estrategias para el desarrollo de los objetivos de la institución. Cada proyecto es desarrollado por un comité técnico formado por personas conocedoras del tema concreto.

### Proyectos

#### Lurgida APP
Lurgida es una guía turística de Euskal Herria puesta en marcha por Udalbiltza en junio de 2020. El objetivo de esta aplicación móvil es impulsar el conocimiento profundo y el turismo sostenible de nuestro país. Si es así, es una herramienta que se dirige tanto al turismo interno como al turismo exterior.

#### Hauspotu
Con el objetivo de contribuir al equilibrio territorial del País Vasco, se trata de un proyecto que busca la reactivación de los pueblos a través de la economía social transformadora.

#### Hartu-Eman
Hartu-Eman es un banco que reúne experiencias transformadoras para promover el desarrollo en los pueblos de Euskal Herria. A través de este banco, Udalbiltza pone a disposición de la sociedad vasca las iniciativas que surgen de diferentes ayuntamientos, agentes e iniciativas ciudadanas, con el objetivo de que actúen como influencia para otros pueblos.

#### EH Marka
Udalbiltza creó la EH Marka para hacer ver que sus pueblos forman parte de Euskal Herria. A través de esta iniciativa se propone aprovechar institucionalmente los símbolos vascos y las formas de expresión de la ciudadanía vasca, incidiendo desde los municipios hasta situar a Euskal Herria en el mapa mundial. EH Marka ha sido diseñada para adaptar la señalética a cualquier soporte (papel, edificios, etc.).

#### Hurbiltzen
El programa Hurbiltzen tiene como objetivo aprovechar los hermanamientos de los pueblos para cohesionar el País Vasco y fortalecer el conocimiento y las relaciones entre las diferentes regiones. En este sentido, el programa Hurbiltzen se basa en los elementos comunes (historia, economía, cultura) existentes entre los municipios de Euskal Herria, con el objetivo de superar las barreras de todo tipo (sobre todo administrativas y jurídicas) existentes en este territorio.

#### Ikerbiltza
Ikerbiltza es un programa de Udalbiltza que tiene como objetivo la creación de redes de colaboración con el alumnado y profesorado universitario, para utilizar ese conocimiento universitario en favor del desarrollo sostenible.

#### Declaración Nacional de Euskal Herria
En virtud del artículo 15 de la Declaración Universal de los Derechos Humanos de 1948 y de la solicitud de una iniciativa popular que recogió 125 000 firmas, Udalbiltza decidió canalizar la Declaración Nacional de Euskal Herria en su segunda asamblea general, realizada en marzo de 2001, dando solución al documento e iniciando el procedimiento para poder acceder al mismo.

#### Currículum Vasco
En enero de 2003, tras un año de conversaciones, Udalbiltza, la Confederación de ikastolas y Sortzen-Ikasbatuaz acordaron poner en marcha el proceso de creación del Currículum Vasco.

## Historia

### Creación de Udalbiltza
Tras una primera reunión de 666 alcaldes y concejales en el cine Carlos III de Pamplona en febrero de 1999, la institución como tal se constituyó en el palacio Euskalduna de Bilbao el 18 de septiembre de 1999, con la asistencia de 1.778 cargos electos municipales procedentes de las siete provincias vascas. En dicha asamblea se decidió por consenso iniciar una nueva andadura institucional en torno a cinco principios programáticos resumibles en dos: por un lado la reivindicación de Euskal Herria como nación, y a toda su ciudadanía y a la nación en si como sujetos de pleno derecho; y por otro lado, el fomento, a través de la labor institucional de base municipal, de políticas comunes de desarrollo entre los municipios de todos los territorios vascos, en aras de cohesionar las políticas de las distintas provincias en áreas tales como la normalización lingüística, el desarrollo socioeconómico, la organización y planificación territorial, la defensa de los derechos democráticos, la enseñanza, el deporte, el fomento cultural, etc.
Se organizaron los representantes municipales en distintas áreas de trabajo, y comenzaron a elaborar un Plan de Gestión para el año 2000. La elaboración y aprobación de dicho plan corrió a cargo de la primera Comisión Permanente de Udalbiltza, compuesta por 7 representantes del Partido Nacionalista Vasco (PNV), 3 de Eusko Alkartasuna (EA), 4 de Euskal Herritarrok (EH) y 1 de Abertzaleen Batasuna (AB). Fue una primera etapa muy marcada por la ruptura de la tregua por parte de ETA. A pesar de ello, el primer plan de gestión de Udalbiltza se aprobó en primavera de 2000.
Posteriormente, el distanciamiento se hizo cada vez mayor entre los representantes de los diferentes partidos, así como el desacuerdo en torno al papel que debía desempeñar la recién nacida institución en una nueva y difícil coyuntura marcada por el reinicio de las acciones armadas por parte de ETA. Los electos representantes del PNV y de EA crearon por su cuenta un nuevo órgano directivo, el Consejo de Dirección, del que excluyeron a los representantes de Euskal Herritarrok por haberse abstenido en la votación en torno a un comunicado "condenando las acciones armadas de ETA".

### División de tendencias
Ante esta situación de bloqueo, en otoño del año 2000, el Plan de Gestión aprobado en primavera no había fructificado, y los compromisos aprobados por Udalbiltza en el inicio de su andadura habían quedado todos como tareas pendientes. Fue por ello por lo que alrededor de 300 cargos electos municipales, la mayoría de la izquierda abertzale, apoyados por varios independientes y representantes de EA y AB, se reunieron de nuevo en Pamplona para solicitar a la Comisión Permanente que «retomara su labor, sin ningún tipo de discriminación hacia ningún representante municipal, y que convocara una nueva Asamblea General que recondujera la situación». Paralelamente, este colectivo de electos municipales constituyó una asociación denominada Udalbiltzaren Alde ('A favor de Udalbiltza'), cuyo objetivo era que la institución retomara sus labores «por encima de las diferencias entre partidos, y cara a favorecer un nuevo contexto de paz y democracia».
Mientras tanto, la organización compuesta por electos del PNV y EA mantuvo el nombre Udalbiltza, pero comenzó a utilizar la denominación Udalbiltza-Udalbide o simplemente Udalbide. No hubo respuesta hacia las solicitudes de Udalbiltzaren Alde. En enero de 2001 se reunieron las firmas de 920 cargos electos municipales a favor de que se convocara una Asamblea General de Udalbiltza. Dicha asamblea habría de ratificar los principios programáticos aprobados en septiembre de 1999 en el Euskalduna, y aprobar un plan de gestión para el 2001 basándose en el anteriormente aprobado para el 2000 y que no se había visto realizado. Dicha asamblea tuvo lugar el 24 de febrero de 2001 en el palacio Kursaal de San Sebastián, y a la misma acudieron 780 concejales y alcaldes de todos los territorios vascos.
A partir de ese momento se puede hablar de la existencia de dos sensibilidades y dos praxis en torno a un mismo eje programático inicial.

### Proyectos de desarrollo nacional vasco
Basándose en la financiación a través de partidas presupuestarias aprobadas en pleno por los diferentes ayuntamientos representados en Udalbiltza, ésta colaboró con los más diversos proyectos de desarrollo nacional vasco, bien subvencionando proyectos de agentes públicos o privados de diferentes territorios (medios de comunicación en euskera, centros de enseñanza en euskera en los territorios franceses, asociaciones de fomento cultural o lingüístico, etc.), o bien promoviendo como institución nuevos proyectos. Por citar algunos: la elaboración de la primera base de datos estadística que aunaba las estadísticas del País Vasco, la Comunidad Foral Navarra, y los datos de las tres provincias del País Vasco francés (Euskal Herria datuen talaiatik - Euskal Herria desde el observatorio de los datos); la Declaración de Nacionalidad Vasca (en euskera Euskal Herriko Naziotasun Aitormena o EHNA), como documento identitario de tramitación voluntaria; la elaboración a través de la implementación de metodología participativa de la Carta de Derechos de Euskal Herria (con una carta general de derechos civiles y políticos, y otras cinco cartas de derechos sectoriales); o la creación del Fondo de Cohesión y Desarrollo de Euskal Herria, como organismo autónomo que tenía como primer objetivo la promoción de nuevos proyectos empresariales y culturales en Sola (el territorio del País Vasco Francés menos poblado y el más deprimido económicamente). En diciembre de 2002 se celebró en San Sebastián la Conferencia por los Derechos de los Pueblos, promovida por Udalbiltza, a la que acudieron más de 150 ponentes y representantes institucionales y académicos de los cinco continentes.

### Investigación y suspensión judicial de actividades
El 29 de abril de 2003, en vísperas de elecciones municipales, la Audiencia Nacional de España a través del magistrado instructor Baltasar Garzón ordenó la detención e ingreso en prisión de 8 concejales o trabajadores miembros de Udalbiltza. Asimismo, precintaron las sedes de la institución en Pamplona, Bilbao, Vitoria y Astigarraga y bloquearon las cuentas tanto del Consorcio Udalbiltza (la figura jurídica adoptada por la institución pública) como del organismo autónomo Euskal Garapen eta Kohesio Fondoa. Se dictó, además, la suspensión de actividades para Udalbiltza. Posteriormente, en mayo, se ordenó el ingreso en prisión de otros tres representantes de Udalbiltza (entre ellos, Loren Arkotxa Meavebasterretxea, el presidente de la institución y entonces alcalde de Ondárroa), tras haber sido citados a declarar y haber acudido a la Audiencia Nacional. En junio detendrían a otro representante más de la institución, en esa ocasión además a un ciudadano francés de Labort. Todas estas personas permanecieron en prisión hasta abril de 2004. Ese mismo año se dictó el auto de procesamiento contra un total de 22 miembros de Udalbiltza (los anteriormente encarcelados y otros más).
En septiembre de 2007, se levantó la suspensión de actividades para Udalbiltza, pero tres días después, el 12 de septiembre, se dieron a conocer las peticiones fiscales definitivas para los 22 encausados: el ministerio fiscal solicitó 10 años de prisión por delito de integración en banda terrorista para todos ellos, y 5 años más para cuatro de los encausados por un delito de malversación de fondos públicos; la asociación Dignidad y Justicia solicitó penas de entre 15 y 23 años por las mismas causas.
El juicio oral contra Udalbiltza se llevó a cabo entre el 15 de julio y el 26 de octubre de 2010. Finalmente, todas las personas encausadas fueron absueltas en sentencia de la Audiencia Nacional el 20 de enero de 2011. Según dicha sentencia, la tesis de la acusación quedaba "reducida" a la coincidencia o adhesión ideológica de los procesados con "algunos de los objetivos políticos que los terroristas proclaman como justificación de su conducta criminal, lo que, por sí, no constituye delito alguno" y "sería suficiente para dictar sentencia absolutoria", puesto que "en un estado democrático quedan fuera del ámbito penal la acción política y las opiniones y manifestaciones ideológicas, gusten o no, sean mayoritarias o minoritarias, sean compartidas o no".

### Reactivación
El 2 de marzo de 2013 tuvo lugar en San Sebastián un acto a iniciativa de los partidos integrantes de EH Bildu, Sortu, Eusko Alkartasuna, Aralar y Alternatiba, así como Abertzaleen Batasuna, con el fin de reactivar Udalbiltza, con la adhesión de 1.227 cargos electos (31 de Labort, 9 de Sola, 4 de la Baja Navarra, 279 de Navarra, 392 de Vizcaya, 100 de Álava y 412 de Guipúzcoa), de 393 de ayuntamientos de toda Euskal Herria, entre ellos cerca de 153 alcaldes; resultó elegida presidenta de ésta Mertxe Aizpurua (Bildu), alcaldesa de Usúrbil.
A finales de 2014, contaba con la adhesión de más de 1.471 cargos electos y 183 alcaldes.